# Fuyu no Semi
Fuyu no Semi (冬の蝉 lit. Cigarra de invierno?), también conocida como Winter Cicada, es una serie de tres OVAs de género yaoi, basadas en un spin-off del manga Haru wo Daiteita de Youka Nitta.

## Argumento
Situada durante los últimos años del período Edo, Fuyu no Semi describe las tensiones entre el shogunato y el clan Chōshū mientras se delibera sobre cómo lidiar con la llegada de los extranjeros a Japón. Tōma Kusaka, uno de los miembros del clan Chōshū, difiere con el resto de su clan y desea que Japón se abra al mundo y desarrolle buenas relaciones con naciones extranjeras. Mientras intenta evitar que otros miembros del clan Chōshū prendan fuego a la Embajada Británica, Kusaka se encuentra con un samurái del shogunato que lo ayuda a escapar de las autoridades. Años más tarde, Kusaka intenta encontrar una escuela que le enseñe inglés a espaldas de su clan, y vuelve a encontrarse con el samurái que le salvó la vida, Kei'ichirō Akizuki. Akizuki se ofrece a enseñarle inglés y se convierte en su maestro. Sin embargo, su relación pronto se convertirá en algo mucho más fuerte, a pesar de que Akizuki trabaja para el enemigo del clan Chōshū, el shogunato Tokugawa.

## Personajes
Tōma Kusaka (草加 十馬 Kusaka Tōma?)
Voz por: Shin'ichirō Miki
Kei'ichirō Akizuki (秋月 景一郎 Akizuki Kei'ichirō?)
Voz por: Toshiyuki Morikawa
Seinoshin Aizawa (相沢 正之進 Aizawa Seinoshin?)
Voz por: Showtaro Morikubo

## Media
Fuyu no Semi es un spin-off del manga Haru wo Daiteita escrito e ilustrado por Youka Nitta. Se trata de una historia dentro de otra, protagonizada por los personajes principales de Haru wo Daiteita; Kyōsuke Iwaki y Yōji Katō. Una adaptación a tres OVAs dirigidas por Yoshihisa Matsumoto, escritas por Mutsumi Nakano y producidas por el estudio de animación Venet fueron lanzadas entre el 23 de febrero y el 27 de abril de 2007. Cuentan con las voces de Shin'ichirō Miki, Toshiyuki Morikawa y Showtaro Morikubo en los roles principales. El tema de apertura es Kahyakkei interpretado por NΛT ALLstars, mientras que el de cierre es Fuyu no Semi interpretado por Morikawa.